# Lazer Dim 700
Девокейус Кишон Хэмилтон (род. 8 марта 2002 года; США, Атланта), профессионально известный как 
Lazer Dim 700 (стилизовано заглавными буквами), — американский рэпер, певец и автор песен из Кордела, штат Джорджия. Он известен своим стилем рэпа off-the-dome и битами, которые часто содержат хаотичные 808-е. Complex описал его как «Young Nudy, скрещенный с Playboi Carti» и «самый хаотичный и весёлый новый рэпер Атланты». Его дебютный студийный альбом Keepin It Cloudy был выпущен 18 декабря 2024 года.рост-193

## Карьера
Хэмилтон выступил на Summer Smash, музыкальном фестивале, организованном Lyrical Lemonade и SPKRBX, 14 июня 2024 года.

## Музыкальный стиль
Хэмилтон создает большую часть своей музыки с помощью приложения BandLab.
Он не планирует большую часть своих текстов. Его подача часто не имеет «крючка, бриджа или паузы для воздуха, просто постоянный поток сознания», по словам Complex.
Хэмилтон постоянно создает новую музыку, уделяя особое внимание выбору «странных» битов, как, например, его песня «Injoyable», в которой сэмплируется смех Спанчбоба. Бас в его песнях был описан The Fader как «специально созданный для того, чтобы нагружать сабвуферы». Альфонс Пьер, автор Pitchfork, сказал об инструментальных композициях, которые он читает, как о «черпающих свое влияние из максимализма Лекса Люгера и Янга Чопа, а также оригинальной волны plugg», с усиленным басом, похожим на бразильский фонк.

## Личная жизнь
Девокейус занимался рэпом со второго класса, со времён, когда жил в Корделе, небольшом городке в двух часах езды к югу от Атланты.
Хэмилтон был вдохновлен парнем своей матери, который устроил импровизированную студию в их доме, чтобы записывать рэп, и рэпом Атланты, который он слышал по радио. Хэмилтон делал музыку, используя два телефона одновременно — один для воспроизведения бита, другой для записи всего.
У Хэмилтона есть двухлетний сын.